# جورج إس. نيكسون
جورج إس. نيكسون (بالإنجليزية: George S. Nixon)‏ هو سياسي أمريكي، ولد في 2 أبريل 1860 في الولايات المتحدة، وتوفي في 5 يونيو 1912 في نفس البلد. حزبياً، نشط في الحزب الجمهوري. وقد انتخب عضو المجلس النيابي لولاية نيفادا وانتخب عضو مجلس الشيوخ الأمريكي.